# Impatiens noli-tangere
Impatiens noli-tangere là một loài thực vật có hoa trong họ Bóng nước. Loài này được Carl von Linné mô tả khoa học đầu tiên năm 1753.

## Hình ảnh

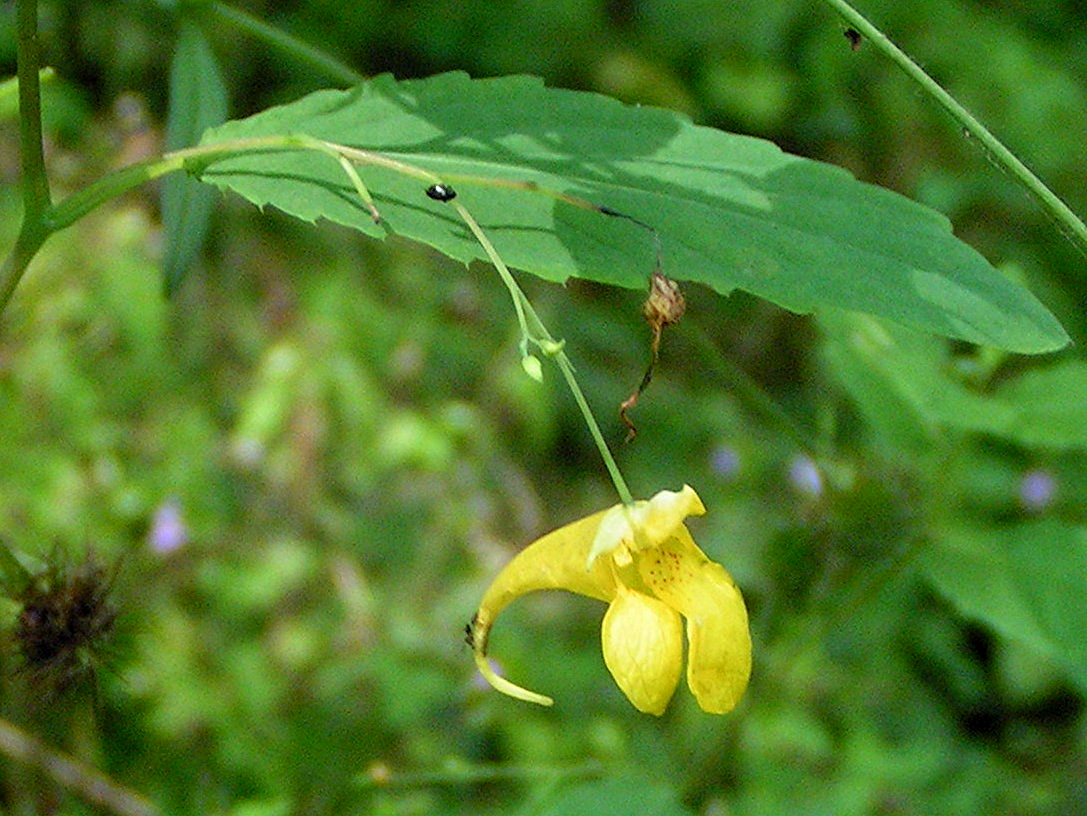
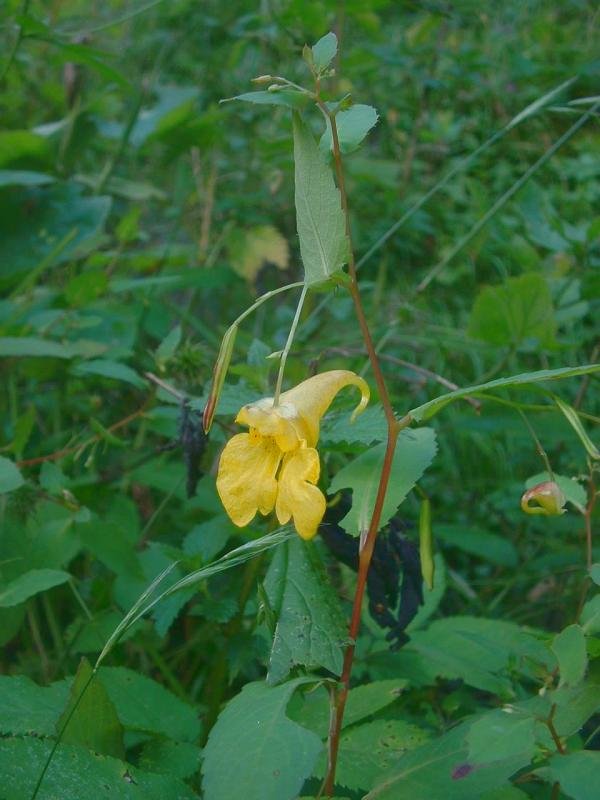
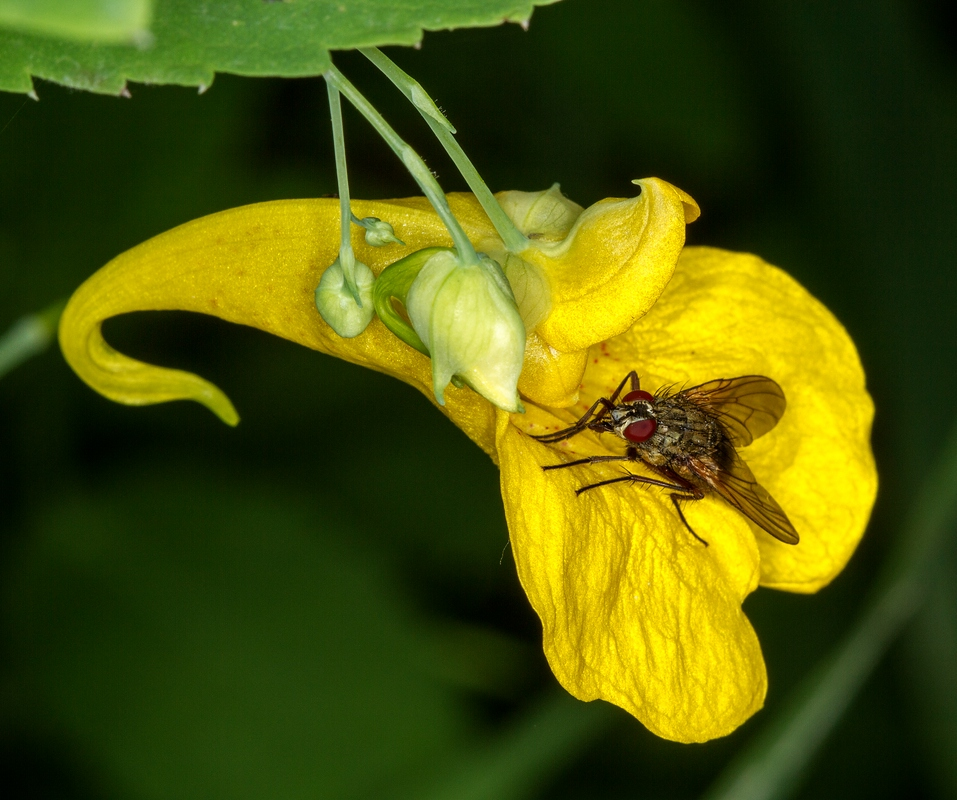
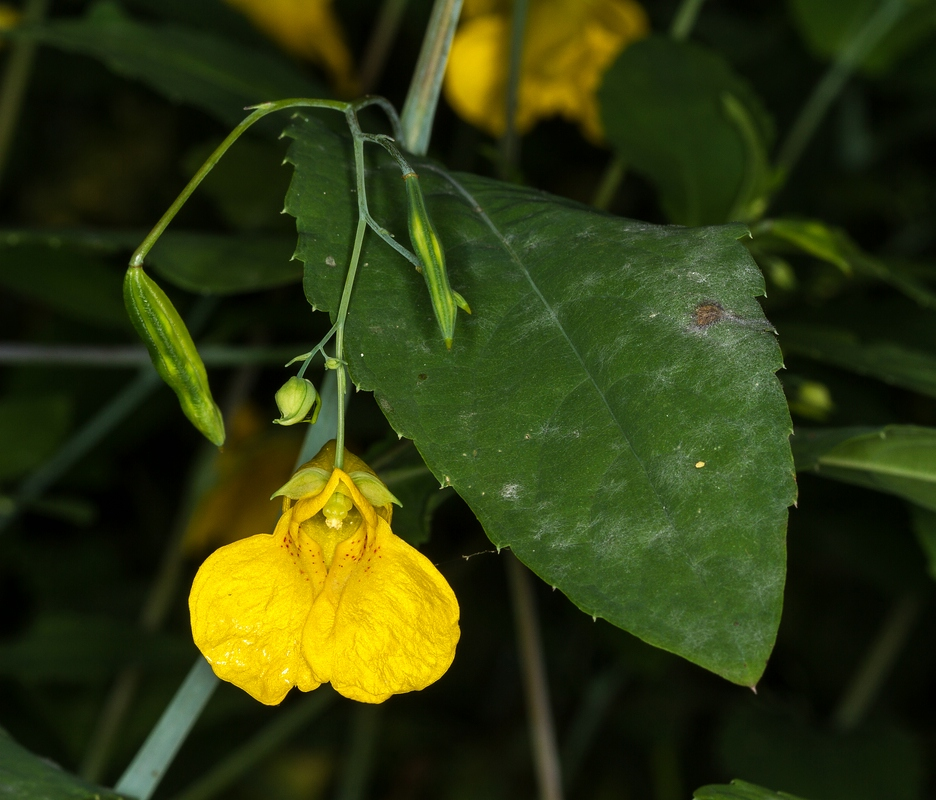